# Мхи
Мхи —  село в Україні, у Семенівській міській громаді Новгород-Сіверського району Чернігівської області. Населення становить 15 осіб. До 2019 орган місцевого самоврядування — Орликівська сільська рада.

## Історія
За переписом 2001 року в селі було 57 осіб.
Після розпаду СРСР село сильно занепало, станом на 2021 рік в селі проживає півтора десятка осіб.
12 червня 2020 року, відповідно до Розпорядження Кабінету Міністрів України № 730-р «Про визначення адміністративних центрів та затвердження територій територіальних громад Чернігівської області», увійшло до складу Семенівської міської громади.
19 липня 2020 року, в результаті адміністративно-територіальної реформи та ліквідації Семенівського району, село увійшло до Новгород-Сіверського району.
28 липня 2024 року біля села була знищена російська ДРГ, що складалася з 6 спецпризначенців.